# East Khasi Hills (huyện)
Huyện East Khasi Hills là một huyện thuộc bang Meghalaya, Ấn Độ. Thủ phủ huyện East Khasi Hills đóng ở Shillong. Huyện East Khasi Hills có diện tích 2752 ki lô mét vuông. Đến thời điểm năm 2001, huyện East Khasi Hills có dân số 660994 người.